# Hans Neumann (Filmschaffender)
Hans Erich Neumann  (* 3. November 1886 in Danzig, Deutsches Reich; † 7. Juni 1962 in Berlin) war ein deutscher Filmschaffender (Regisseur, Produzent, Drehbuchautor, Kinobetreiber).

## Leben und Wirken
Hans Neumann ist, obwohl zur Zeit des deutschen Stummfilms der 1920er Jahre von beträchtlicher Bedeutung, einer der großen Vergessenen der deutschen Filmgeschichte. Er wurde in Danzig als Sohn des Redakteurs Heinrich Ferdinand Neumann geboren. Über seine ersten beruflichen Schritte ist derzeit nichts bekannt. Im letzten Jahr des Ersten Weltkriegs ist Hans Neumann mit seiner Produktionsfirma Harmonie-Film nachzuweisen, für die er als Regisseur und Drehbuchautor eine filmische Umsetzung des „Undine“-Stoffs (Nixenzauber) und eine weitere der Wagner-Oper Der fliegende Holländer vornahm. Die letztgenannte Arbeit wurde von der zeitgenössischen Kritik als „Wunderwerk“ und als „prachtvolle Inszenierung“ gepriesen.
Im April 1919 gründete Hans Neumann die Deutsche Heim-Lichtspiele GmbH (1919–1920), die alles für das Heimkino anbot, von Filmen bis zum Bau von Kinos. Mit dem Ingenieur Wolfgang Jaenisch gründete er die Versuchsanstalt für angewandte Kinematographie GmbH im April 1920. Zweck der Firma war laut Handelsregistereintrag die „Anstellung von Versuchen mit Neukonstruktionen und Erfindungen auf dem gesamten Gebiete der Kinematographie sowohl in Bezug auf Aufnahme wie auch die Wiedergabe von Reihenbildern, der Bau von Modellapparaten, die Erwerbung und Verwertung von Erfindungen, Patentrechten und anderen Rechten, die der Gesellschaft von Dritten angeboten werden“.
1921 holte der in Berlin arbeitende, ungarische Regisseur und Produzent Arzen von Cserépy Neumann zu sich, um ihm die Produktionsleitung zu dem stark umstrittenen aber auch sehr erfolgreichen, deutsch-nationalen Vierteiler Fridericus Rex, einem filmischen Epos zum Ruhme Friedrich des Großen, anzubieten. Eigens für das Filmprojekt „Nena Sahib“ gründeten Arzen von Cserépy und Hans Neumann im April 1921 die Nena Sahib Film Co. GmbH.
Als der Film nicht realisiert wurde, stieg von Cserépy aus der Firma aus und Hans Neumann wandelte sie am 17. Januar 1923 in die Neumann Produktion GmbH um. Im August desselben Jahres wurde die Neumann-Produktion Aktiengesellschaft für Filmherstellung (1923–1925) gegründet, bei der er Vorstandsmitglied, aber nicht als Aktionär am Unternehmen beteiligt war.
Neumann schuf einige bemerkenswerte Filme, die künstlerisch deutlich ambitionierter waren als das wuchtige Preußen-Schaubild zuvor, darunter als erstes Robert Wienes expressionistische Schuld und Sühne-Verfilmung Raskolnikow und zuletzt G. W. Pabsts psychologisierendes Kammerspiel Geheimnisse einer Seele, das ebenfalls filmexpressionistische Stilelemente offenbarte. Zwischen beiden Filmen inszenierte Hans Neumann ein sehr unterschiedlich aufgenommenes Werk, das an Shakespeare nur angelehnte Ein Sommernachtstraum, dem von der Kritik parodistische, ironische und modernistische Züge bescheinigt wurden. Neumanns publikumswirksamste Produktion wurde 1923 Wienes religiöses Jesus- und Kreuzigungs-Drama I.N.R.I., für das er die beiden weiblichen Topstars des deutschen Stummfilms, Henny Porten und Asta Nielsen, vor der Kamera vereinigen konnte.
Neumann verließ trotz seiner Erfolge 1926 den Bereich der aktiven Filmherstellung und wurde am 1. Juli desselben Jahres zum Leiter der UFA-Theaterbetriebe bestellt. Im Februar 1928 erwarb er die Wotan Film GmbH. Zweck des Unternehmens, das jetzt als Die Kamera Film- und Theater-GmbH firmierte, war laut Handelsregistereintrag „der Erwerb und der Vertrieb von Filmen, der Betrieb von Filmtheatern und aller sonstigen mit der Filmbranche zusammenhängenden Unternehmungen“. Nächstes Projekt war der Bau des Berliner Großkinos Lichtburg. Er gründete im November 1928 die Lichtburg Theaterbetriebs-GmbH (1928–1934) und im Februar 1929 die Berliner Lichtburg Theater-Betriebs-GmbH (1929–1934). Am 25. Dezember 1929 wurde die Lichtburg eröffnet.
Zur gleichen Zeit war er von 1928 bis 1930 erster Geschäftsführer der Essener Lichtburg, die im Besitz des Kinobetreibers Karl Wolffsohn war. In den 1930er Jahren kehrte Hans Neumann mit drei Drehbuchbeiträgen zur Filmherstellung zurück.
Sein Sohn Peter (1920–2016) aus der 1931 geschiedenen Ehe mit der Jüdin Gertrud Landecker (1894–1968) emigrierte über Shanghai in die Vereinigten Staaten. Die 1922 geborene Tochter Beate Ruth beging am 22. Juni 1939 Selbstmord.
Korrespondenz von Hans Neumann aus den Nachkriegsjahren wird in der Berliner Akademie der Künste verwahrt.

## Filmografie
- 1918: Der fliegende Holländer (Drehbuch, Regie, Produktion)
- 1918: Nixenzauber (Drehbuch, Regie, Produktion)
- 1919: Aladdins Wunderlampe (Regie, Produktion)
- 1919: Flimmersterne (Drehbuch, Regie, Produktion)
- 1920/22: Fridericus Rex (vier Teile, Produktionsleitung)
- 1923: Raskolnikow (Produktion)
- 1923: Die Macht der Finsternis (Produktion)
- 1923: I.N.R.I. (Produktion)
- 1924: Im Zeppelin über dem Atlantik (Dokumentarfilm, Produktion)
- 1924: Eine Großtat deutschen Geistes (Dokumentarfilm, Produktion)
- 1924: Colin Roß mit dem Kurbelkasten um die Erde (Dokumentarfilm, Produktion)
- 1925: Ein Sommernachtstraum (Regie, Produktion, Co-Drehbuch)
- 1926: Geheimnisse einer Seele (Produktion, Co-Drehbuch)
- 1937: Millionenerbschaft (Co-Drehbuch)
- 1937: Madame Bovary (Co-Drehbuch)
- 1938: Der Fall Deruga (Co-Drehbuch)